# Мергим Љуштаку
Мергим Љуштаку (алб. Mergim Lushtaku; Србица, 20. новембар 1986) албански је политичар са Косова и Метохије. Као члан Демократске партије Косова, актуелни је народни посланик Скупштине Републике Косово.

## Контроверзе
Дана 13. јула 2023. године избила је туча током седнице Скупштине Републике Косово, у којој су главни учесници били посланици Демократске партије Косова и Самоопредељења. Љуштаку је полио водом из чаше председника Владе Републике Косово Аљбина Куртија, након чега га је Куртијев заменик Бесник Бислими гађао флашицом воде. Бислими је пре почетка седнице поцепао транспарент на ком је писало „Здраво” који су поставили опозициони посланици, док се Љуштаку позвао на одржавање ванредних парламентарних избора због „превараната на власти”.